# A mű-Süsü
A mű-Süsü a Süsü, a sárkány című bábfilmsorozat hatodik epizódja, amelyben egy ál-Süsü is szerepel. A forgatókönyvet Csukás István írta.

## Cselekmény
Torzonborz, a gonosz lelkű szomszéd király nem nyugszik bele a legutóbbi vereségébe, és új cselhez folyamodik. A tudományok várában mű-Süsüt készíttet. Szerencsére a szívjóság most is segít, hogy győzzön az igazság.

## Alkotók
- Írta: Csukás István
- Dramaturg: Takács Vera
- Rendezte: Szabó Attila
- Zenéjét szerezte: Bergendy István
- Zenei rendező: Victor Máté, Oroszlán Gábor
- Operatőr: Abonyi Antal
- Segédoperatőr: Sárközi András
- Hangmérnök: Tóbel Béla
- Vágó: Di Pol Jolanda
- Vágóasszisztens: Tátrai Eszter
- Báb- és díszlettervező: Lévai Sándor
- Grafikus: Gaál Éva
- Díszletépítő: Pugris Sándor
- Kellék: Szabó Zsuzsa
- Fővilágosító: Tréfás Imre
- Színes technika: Szabó László
- Felvételvezető: Bánhalmi Anna
- Pirotechnika: Varsányi Attila
- Rendezőasszisztens: Frankó Zsuzsa, Hegedűs Anikó
- Fényképezte: Szilágyi Mariann, Zich Zsolt
- Gyártásvezető: Singer Dezső

- A bábok és díszletek az MTV díszletgyártó üzemének műhelyeiben készültek
- Készítette a Magyar Televízió

## Szereplők
- Süsü: Bodrogi Gyula
- Király: Sztankay István
- Kiskirályfi: Meixler Ildikó
- Kancellár: Kaló Flórián
- Dadus: Tábori Nóra
- Írnok: Mikó István
- Hadvezér: Balázs Péter
- I. zsoldos (vörös szakállú): Horkai János
- II. zsoldos (fekete szakállú): Zenthe Ferenc
- Csizmadia: Szabó Ottó
- Pék: Usztics Mátyás
- Torzonborz király: Horváth Gyula
- Torzonborz király kancellárja: Benedek Miklós
- Torzonborz király kémje: Paudits Béla
- Torzonborz király hadvezére / Géphang / Borbély: Szombathy Gyula
- További szereplők: Balogh Klári, Csepeli Péter, Horváth Károly, Koffler Gizi, Kovács Enikő, Papp Ágnes, Simándi József, Varanyi Lajos
- Közreműködik: Astra Bábegyüttes, Bergendy együttes

## Betétdalok
- Én vagyok a híres egyfejű (főcím) – Előadja: Bodrogi Gyula, Bergendy együttes
- Ez az ötlet hű-hű-hű... – Előadja: Horváth Gyula
- Végefőcím – Előadja: Bodrogi Gyula, Meixler Ildikó, Kaló Flórián, Sztankay István, Bergendy együttes

## Hangjáték
Ebből az epizódból hangjáték is készült az 1987. április 25-én megjelent Süsü 4.: A mű-Süsü / A bűvös virág című nagylemezen a Hungaroton hanglemezgyártó vállalat jóvoltából, ami pár év alatt aranylemez lett.
Alkotók:
- Írta: Csukás István
- Zenéjét szerezte: Bergendy István
- Rendezte: Szabó Attila
- Hangmérnök: Horváth János
- Zenei rendező: Oroszlán Gábor
- Asszisztens: Csepeli Péter
- Felvételvezető: Dabasi Péter

Szereposztás:
- Süsü: Bodrogi Gyula
- Kém: Paudits Béla
- Kiskirályfi: Meixler Ildikó
- Torzonborz: Horváth Gyula
- Géphang, Hadvezér II., Borbély: Szombathy Gyula
- Kancellár III.: Benedek Miklós
- Pék: Usztics Mátyás
- Csizmadia: Szabó Ottó
- Kancellár I.: Kaló Flórián
- Király: Sztankay István
- Írnok: Mikó István
- Zsoldos I.: Zenthe Ferenc
- Zsoldos II.: Horkai János
- Dada: Tábori Nóra

Közreműködik a Bergendy Szalonzenekar és a Zajbrigád.